# Didymosphaeriaceae
Didymosphaeriaceae is een familie van de  Ascomyceten. Het typegeslacht is Didymosphaeria.

## Geslachten
Volgens Index Fungorum bestaat de familie uit de volgende geslachten: 
Alloconiothyrium – Barria – Bimuria – Chromolaenicola – Deniquelata – Dendrothyrium – Didymocrea – Didymosphaeria – Julella – Kalmusia – Karstenula – Laburnicola – Letendraea – Montagnula – Munkovalsaria – Neokalmusia – Neptunomyces – Paracamarosporium – Paraconiothyrium – Paramassariosphaeria – Paraphaeosphaeria – Phaeodothis – Pseudocamarosporium – Pseudodidymocyrtis – Pseudopithomyces – Pseudotrichia – Spegazzinia – Sporidesmiella – Tremateia – Verrucoconiothyrium – Vicosamyces – Xenocamarosporium